# Carl-Johan Bjerkert
Per Carl Johan "Calle" Bjerkert, född 8 december 1974, är en svensk enduroförare.
Han är fabriksförare för Kawasaki Sverige och representerar Vimmerby MS i tävlingar. Bjerkert är även en del av teamet Team Bloms MX. Bjerkert har haft framgångar i flera av Sveriges mest prestigefyllda endurotävlingar.
I Novemberkåsan har han genomfört 15 starter, varav han gått i mål 12 gånger. Vid åtta tillfällen har han placerat sig bland de tio främsta. År 2011 blev han medlem i den så kallade 10-klubben, vilket kräver minst tio godkända målgångar i tävlingen.

## Karriär
Bjerkert debuterade i Novemberkåsan 1993, vid 19 års ålder, i Motala. Samma år tilldelades han Riksidrottsförbundets Fair-Play-pris med följande motivering:
"Han är ett levande föredöme för rent spel. Genom att hjälpa en konkurrent i nöd och sätta medmänsklighet före egna sportsliga resultat har han visat en utpräglad känsla för god sportsmannaanda."
År 2003 segrade han i Ränneslättsloppet och 2005 tävlande han internationellt i Red Bull Erzberg Rodeo där han slutade på 13:e plats. Han tävlade även i den amerikanska enduroserien under samma år. År 2008 vann han både Ränneslättsloppet och Novemberkåsan, där han tog ledningen redan under dagsetappen och behöll den hela vägen in i mål. Han har även segrat i Ränneslättsloppet 2011.